# 経験的関係
自然科学において、経験的関係（けいけんてきかんけい、Empirical relationship）とは主に理論的には定かではないが、実測を元にした関係の事である。経験的関係は、主に実測データに基づいていればよく、理論的基礎付けは必要とされない。時折理論的説明は最初の経験的関係から得られることもあり、その場合は経験的説明は長くは続かない。その他の場合では経験的関係とは単なる近似であり、しばしばテーラー級数の最初の幾つかの項こそが現実である、というようなものである（しかし近似であることがそもそも区別できればの話だが）。経験的関係がかなり限定された状態にのみ成り立っている場合、後にもっと一般的関係から導かれることもある。
歴史的には、経験的関係がより進んだ理論的関係の説明への足がかりとなったこともよくある。
経験式（けいけんしき、empirical equation）とは経験的関係を単純な（一つまたは幾つかの）数式で表したものである。実験式とも言うことがある。